# Estrecho de Northumberland
El estrecho de Northumberland (del francés: détroit de Northumberland); en inglés: Northumberland Strait es un largo estrecho de mar localizado en la parte sur del golfo de San Lorenzo, en la costa atlántica de Canadá. El estrecho separa, al norte, la isla del Príncipe Eduardo del continente —las costas meridionales, orientales y occidentales del golfo, en su mayoría en la península de Nueva Escocia— y, en su extremo oriental, de la isla del Cabo Bretón. Administrativamente el estrecho y sus riberas pertenecen a las provincias de Nuevo Brunswick (NB), Nueva Escocia (NS) e Isla del Príncipe Eduardo (PE).
La parte más angosta del estrecho, el pasaje Abegweit, entre Borden-Carleton y cabo Jourimain (13 km), es desde 1999 cruzada por el puente de la Confederación.

## Geografía

### Límites
El límite occidental del estrecho está delimitado por una línea que discurre entre el North Cape, en la isla del Príncipe Eduardo, y Point Escuminac (NB), en la parte continental, mientras que el límite este está delimitado por una línea que discurre entre East Point (PE) e Inverness (NS), en la isla de Nueva Escocia.
En la parte suroriental del estrecho está la bahía de St.George, que a través del angosto estrecho de Canso conecta con el océano Atlántico.

### Asentamientos
Las principales comunidades en el estrecho incluyen las ciudades de Charlottetown (capital provincial), Summerside y Souris (PE), Pictou (NS) y Shediac (NB).

### Geomorfología
La península de Nueva Escocia están dominadas por rocas sedimentaria, a lo largo de la parte central y occidental del estrecho, así como en toda la costa sur de la Isla del Príncipe Eduardo, dominan principalmente las areniscas, lo que propicia la existencia de preciosas playas de arena en una zona de mínimo desarrollo costero. La isla más grande del estrecho es la isla Pictou.

### Temperatura del agua
La poca profundidad del estrecho se presta a calentar la temperatura del agua en los meses de verano, con algunas zonas que alcanzan los 25 °C. En consecuencia, el estrecho es el lugar en el que se dan las temperaturas del agua más cálidas del océano en Canadá, y también algunas de las temperaturas más cálidas de la costa atlántica al norte de Virginia. Durante los meses de invierno, entre diciembre y abril, el hielo marino cubre todo el estrecho y el golfo de San Lorenzo.

## Transporte

### Navegación
El estrecho de Northumberland es una ruta de navegación menor, con puertos como Pugwash (NS), que embarca sal, Summerside, Charlottetown, Georgetown y Souris, que envían productos agrícolas y reciben petróleo y agregados, y Pictou, que embarca productos forestales y carga general. La navegación ha disminuido en las últimas décadas con el declive de los servicios ferroviarios a los puertos y el aumento de la capacidad de las carreteras a los grandes puertos fuera del golfo de San Lorenzo, que se congela en el invierno.

### Puente de la Confederación

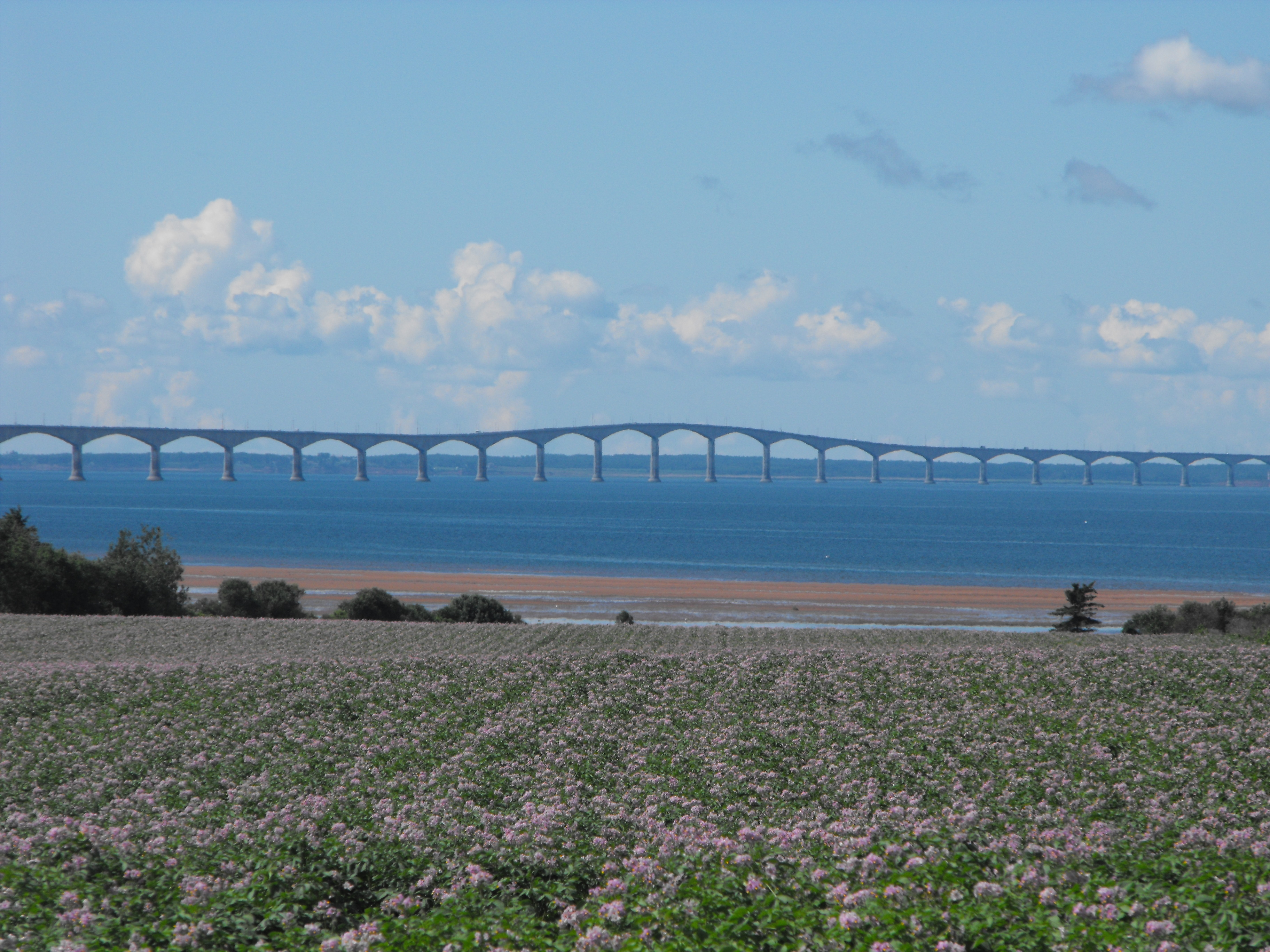
Vista del puente de la Confederación

La parte más angosta del estrecho, el pasaje Abegweit de 13 kilómetros de ancho, localizado en la parte occidental del estrecho entre Borden-Carleton, Isla del Príncipe Eduardo y Cape Jourimain (NB), está ahora atravesada por el recientemente construido Puente de la Confederación. El puente fue construido entre 1993 y 1997, y tiene una longitud de 12,9 km, con 43 vanos de 250 m cada uno.

### Ferries
El estrecho es atravesado en temporada por dos servicios de ferry: Northumberland Ferries Limited opera un servicio de pasajeros/vehículos entre Caribou (Nueva Escocia) (NE) y Wood Islands (PE), un servicio exclusivo para pasajeros también funciona desde Caribou a isla Pictou. Los otros servicios de pasajeros/vehículos se encuentra entre Souris (isla del Príncipe Eduardo) y las islas de la Madeleine, en Quebec. Ambos servicios se encuentra en el extremo oriental del estrecho.
Hasta el 31 de mayo de 1997 hubo un servicio de ferry a través del pasaje Abegweit, entre Borden-Carleton (PE) y Cape Tormentine (NB), operado por Marine Atlantic, que fue uno de los servicios de ferris más concurridos de Canadá y que fue reemplazado por la entrada en servicio del puente de la Confederación.

### Cables submarinos

#### Eléctrico
Maritime Electric suministra electricidad a los clientes en la isla del Príncipe Eduardo. Aunque la compañía tiene algunas instalaciones de generación de electricidad, desde mediados de la década de 1970 la mayoría de la electricidad de la isla se compra a NB Power y se suministra a través de una interconexión eléctrica interprovincial. Esta interconexión se compone de dos cables de transmisión submarinos llenos de aceite, de 23 km y 138 kilovoltios, instalados en 1975-78 bajo el estrecho de Northumberland en el extremo oeste del pasaje Abegweit, entre Murray Corner (NB) y Fernwood (PE). Dado que el estrecho de Northumberland permanece congelado en invierno, los cables están diseñados para ser protegidos contra el hielo y fueron copiados de un diseño sueco que se utilizó originalmente para abastecer a la isla de Gotland en el mar Báltico.
La isla Pictou, en Nueva Escocia no recibe electricidad de la compañía suministradora de esa provincia, Nova Scotia Power. Los residentes deben generar su propia electricidad a partir de fuentes fuera de la red.

#### Telecomunicaciones
La compañía Bell Aliant tiene dos cables de fibra óptica de telecomunicaciones que cruzan el estrecho de Northumberland para servir a la isla del Príncipe Eduardo. El primero es un cable submarino que va desde Caribou (NS) a Wood Islands (PE). El otro corre a través del puente de la Confederación y sustituyó a un cable submarino que se utilizaba para enlazar Borden-Carleton (PE) con Cape Tormentine (NB).
Eastlink tiene un cable de telecomunicaciones de fibra óptica que conecta Gaspereau, Isla del Príncipe Eduardo con Port Hood (NS).

### Travesías a nado
Los detalles relacionadas con las travesías a nado del estrecho, con mareas, corrientes, vida marina y navegación, se puede encontrar en la página de OpenWaterPedia's Northumberland Strait page. Ha habido varios cruces documentados del estrecho a nado sin ayuda, aunque no existe un organismo oficial que verifique esas afirmaciones. Sólo hay hasta la fecha dos travesías dobles documentadas en un solo día (~ 28 km):
- el 26 de julio de 2007, Jennifer Alexander (que tiene diabetes tipo 1) de Halifax, cruzó el estrecho en 19 horas y 17 minutos.[1]
- el 26 de julio de 2008, Kristin Roe, también de Halifax, nadó una travesía doble registrada en 15 horas, 40 minutos para la Stephen Lewis Foundation y Farmers Helping Farmers.[2]

## Significación cultural
El estrecho es famoso en los círculos de folclore por los avistamientos regulares de la nave fantasma del estrecho de Northumberland, un barco en llamas que aparece en medio del estrecho. El estrecho es también notable por los barcos de hielo, pequeños botes de remos que hicieron cruces peligrosos regulares del estrecho en invierno para llevar el correo y pasajeros antes de la era de los transbordadores y rompehielos.